# NK Laduč
NK Laduč je nogometni klub iz Laduča.

## Imena kluba kroz povijest
Klub je osnovan tijekom ljeta 1946. pod imenom Zvijezda. Spaja se 1950. sa Savom iz Drenja Brdovečkog u Crvenu zvijezdu. To ime nosio je do 1991. kada je preimenovan u Laduč.

## Povijest kluba
Nogometni klub Laduč osnovan je u ljeto 1946. godine, na osnivačkoj skupštini u danas popularno zvanoj Staroj školi. Osnivači su bili Branko Cvetković, Alojz Debeljak, Ivan Hanzir, Nikola Hanzir, Vid Hrgar, Nikola Kolarić, Vilko Kušević, Stjepan Martinko, Nikola Gajski i Vladimir Poljak. 
Nakon prijedloga da se klub zove Orač ili Sijač, Stjepan Martinko predlaže ime Crvena Zvijezda koje je jednoglasno prihvaćeno. Današnje ime klub je dobio 1991. godine. Laduč je klub bogate prošlosti, pa se tako takmičio u različitim takmičarskim razredima Varaždinskog i Zagrebačkog nogometnog saveza. 
Prvi predsjednik kluba bio je Nikola Hanzir, tajnik Nikola Gajski, a blagajnik Branko Cvetković. Među prvim zabilježenim rezultatima je prijateljska utakmica protiv Bratstva iz Savskog Marofa ( poraz od 3:0), te protiv tvorničkog kluba NIA iz Zagreba (rezultat nepoznat). Prva službena utakmica odigrana je protiv NK Vrapče iz Vrapča Laduč je poveo golom Ivana Niznera te držao taj rezultat do pred sam kraj utakmice ali je ipak poražen rezultatom 2:1. Na igralištu u Laduču prve vratnice od smrekovine postavili su Josip Jurčec i Nikola Kosmat, prve dresove, lopte i kopačke dobivene su od omladinskog komiteta iz Zagreba, a prvi treneri (i igrači) bili su Ivan Nizner i Stjepan Martinko. 
Igralište je bilo na istom mjestu kao i danas, a klupske prostorije bile su u Staroj školi. Godine 1980. počela je gradnja današnjih prostorija, a 1983. i 1984 u potpunosti je obnovljen travnjak igrališta s drenažama. Laduč je nadaleko bio poznat po izuzetno kvalitetnim igračima od kojih je prvo nogometno ime Renato Jurčec. Igrao je, koji je u Zagrebu, Hajduku, Inkeru, Dinamu (tadašnja Croatia), Cibaliji i Slaven Belupu. Renato je vrhunac karijere doživio u Hajduku s kojim je osvojio državno prvenstvo i 1995. godine igrao četvrtfinale Lige prvaka protiv Ajaxa. Renato je još i danas u vrhu liste strijelaca HNL-a s postignutih 87 golova. 
Jurčec je poslije trenirao Laduč.
Pored svega klub je 2002. kompliciranim pravnim postupkom postao pravnim sljednikom NK Crvena zvijezda, te je tako povijest dragog nam kluba ostala neprekinuta, a stekli su se i uvjeti pravne osobnosti prema institucijama Republike Hrvatske. 
Kada je to riješeno, klub je ostvario i pravo na upis u katastarske knjige. Do tada su objekti i igralište bili «oranica pod upravom gradske šumarije». Konačno je i sama klupska zgrada stekla preduvjete za uvođenje telefonske i plinske instalacije,  napravljeno je centralno grijanje u svim prostorijama doma, uređena je fasada, izgrađena velika natkrivena terasa, te uređen najljepši nogometni teren s novom ogradom i natkrivenom tribinom. To je impresivan razultat suradnje Mjesnog odbora Laduč, Općine Brdovec u mandatu načelnika Mladena Debeljaka, članova uprave NK Laduč na čelu s predsjednikom Borisom Martinkom, navijača i svih ljudi dobre volje koji vole naš klub. 
Trenutačno se natječe u Jedinstvenoj županijskoj nogometnoj ligi (5. rang natjecanja).